# Emilio Pizzoni
Emilio Pizzoni (* 2. Juli 1902 in Orsaria di Premariacco; † 5. April 1994) war ein italienischer römisch-katholischer Geistlicher und Bischof. Von 1951 bis 1966 amtierte er als Bischof von Terracina, Priverno e Sezze.

## Leben
Emilio Pizzoni empfing am 28. Juni 1925 die Priesterweihe. Er wirkte anschließend als Kaplan im zu San Giovanni al Natisone gehörenden Villanova del Judrio, ehe er 1938 im Erzbistum Udine leitende Funktionen in der kirchlichen Jugendarbeit übernahm. 1942 ernannte ihn der dortige Erzbischof Giuseppe Nogara zum Erzpriester der Gemeinde San Daniele del Friuli. In den Jahren in dieser Gemeinde prägten besonders die Auswirkungen des Zweiten Weltkriegs und der deutschen Besatzung in der Region sein Wirken.
Papst Pius XII. ernannte ihn am 27. März 1951 zum Bischof von Terracina, Priverno e Sezze. Die Bischofsweihe spendete ihm am 27. Mai desselben Jahres Giuseppe Nogara, Erzbischof von Udine. Mitkonsekratoren waren Leone Giovanni Battista Nigris, Sekretär der Kongregation De Propaganda Fide, und Antonio Santin, Bischof von Triest. Pizzoni übertrug 1952 die Führung des interdiözesanen Seminars in Sezze den Diözesanpriestern und legte es 1957 mit den Seminaren von Terracina und Priverno zusammen. Auch andere Arbeitsbereiche der drei Diözesen, beispielsweise die Katholische Aktion, vereinte er in seiner Amtszeit. Er legte damit den Grundstein für die Vereinigung der drei Diözesen im Jahr 1986. Von 1962 bis 1965 nahm er als Konzilsvater am Zweiten Vatikanischen Konzil teil, dessen Reformen er befürwortete.
Er legte am 6. September 1966 die Leitung des Bistums Terracina, Priverno e Sezze nieder und kehrte nach Udine zurück, wo er von Papst Paul VI. am gleichen Datum zum Weihbischof ernannt wurde. Gleichzeitig übernahm er auch das Amt des Generalvikars des Erzbistums. Pizzoni wurde Generaldirektor des Nationalen Eucharistischen Kongresses in Italien 1972, den auch Papst Paul VI. besuchte. Ab 1973 galt er als rechte Hand des neuen Erzbischofs von Udine, Alfredo Battisti, und wurde von diesem in einem späteren Nachruf als sein Mentor in den ersten Amtsjahren bezeichnet.
Erst am 31. Mai 1985, im Alter von fast 83 Jahren, wurde er von Papst Johannes Paul II. altersbedingt von seinem Amt entpflichtet, nachdem er dieses Gesuch bereits mehrfach gestellt hatte. Er starb am Dienstag der Osteroktav 1994 im Alter von 91 Jahren.